# Arnold Wehrenfennig

Pfarrer Arnold Wehrenfennig zur Rechten von Superintendent Jakob Ernst Koch III. (Bildmitte) bei der Einweihung der Christuskirche

Evangelische Christuskirche im Villenviertel; zeitgenössische Aufnahme

Theresianische Normalschule mit Kapelle, in der bis 1906 die evangelischen Gottesdienste abgehalten wurden (von der Schlossergasse aus gesehen)

Arnold Wehrenfennig, auch Wehrenpfennig (* 20. November 1867 in Gosau, Oberösterreich; † 5. August 1937 in Innsbruck), war ein evangelischer Pfarrer in Innsbruck. In seine Amtszeit fällt die Erbauung der Christuskirche in Innsbruck, die bis 1954 die einzige evangelische Kirche in Nordtirol war.

Das barocke Innere der Kapelle und der nüchterne Raum der 2006 restaurierten Christuskirche

## Leben

### Herkunft und Ausbildung
Er entstammte einem altösterreichischen evangelischen Theologengeschlecht, dessen Name mit der evangelischen Kirche Österreichs eng verbunden ist. Sein Vater Adolf Wilhelm (1819–1882) war Pfarrer in Gosau. Arnold war das jüngste unter acht Kindern und verlebte seine erste Jugend in seiner Heimatgemeinde. Nach dem Besuch der Volksschule verließ er das Elternhaus, um in Livland, der Heimat seiner Mutter Elise (eine geborene Specht), das Ritterschafts-Gymnasium in Fellin zu besuchen. Nach einer nicht näher bekannten Anzahl von Jahren kehrte er nach Oberösterreich zurück, wo er am Staatsgymnasium in Linz die Reifeprüfung ablegte. In der Folge studierte er an den Universitäten in Wien, Erlangen und Leipzig evangelische Theologie.
Im Herbst 1890 stellte er sich mit seinem Bruder Wilhelm (1864–1945) mit Erfolg dem Examen pro ministerio und wurde in die Reihe der zum evangelischen Pfarramte A. B. wahlfähigen Kandidaten der Theologie aufgenommen. Am 15. November desselben Jahres wurde er in Wallern an der Trattnach von seinem späteren Schwiegervater, Superintendent Jakob Ernst Koch III., unter Assistenz der Pfarrer von Eferding und Scharten ordiniert und als Superintendentialvikar installiert.
Anlässlich der bevorstehenden Pfarrerwahl in Innsbruck wurde er mit noch anderen Kandidaten von der dortigen evangelischen Gemeinde eingeladen, seine Bibelfestigkeit und Eloquenz in einer Probepredigt unter Beweis zu stellen. Wehrenfennig konnte diesen Wettstreit für sich entscheiden und wurde am Palmsonntag, den 7. April 1895, als neuer evangelischer Pfarrer der evangelischen Gemeinde Innsbruck in sein Amt eingeführt. Sein Onkel, Senior Moritz Wehrenfennig aus Goisern, hielt die Installationsrede.

### Pfarrer von Innsbruck
Beim Amtsantritt Wehrenfennigs waren in den Matrikeln der Innsbrucker evangelischen Gemeinde einige hundert bekennende Protestanten registriert. Da er der einzige evangelische Pfarrer in Nordtirol war, hatte er auch die auf dem Land lebenden Glaubensgenossen mitzubetreuen.
Er wurde dabei von Vikaren unterstützt. In der Literatur werden genannt: Friedrich Schwarze aus Anhalt (1901–1903), Georg Schrecker (1903–1906), Ewald Uhlig aus Sachsen (1906–1910), Robert Jakober aus Württemberg (1909–1910) und Ernst Pauli aus Bayern (1910–1914). 1906 wurde Ewald Uhlig zum zweiten Pfarrer gewählt. Außerdem waren noch für kurze Zeit Ulrich von Füssen (1901) und der spätere Bischof Hans Eder (1916/17) in Innsbruck als geistliche Hilfskräfte tätig. Eder berichtete in seinen Lebenserinnerungen, dass er nicht gerne nach Innsbruck gegangen sei, weil die letzten Vikare wegen der Unduldsamkeit Pfarrer Wehrenfennigs in Unfrieden von Innsbruck geschieden seien. Er revidierte diese Feststellung jedoch später, indem er feststellte, dass dieser ein treuer und gewissenhafter Arbeiter war, der seinen Gehilfen ein ungeheures Maß an Selbständigkeit überließ (vielleicht manchmal mehr, als gut war). Letztlich entwickelte sich zwischen Wehrenfennig und Eder ein Freundschaftsverhältnis, das bis zu dessen Tod im Herbst 1937 anhielt.
In der Amtszeit Wehrenfennigs stieg die Zahl der in Nordtirol lebenden Evangelischen auf fast 4000 Personen an, was angesichts der reservierten bis feindseligen Haltung der Bevölkerung, die den Protestantismus als landfremd ansah, bemerkenswert ist. Dieser Zuwachs, der nicht allein mit einer hohen Geburtenrate und mit Zuwanderung erklärt werden kann, war in der Hauptsache der Propaganda der Deutschnationalen Partei Schönerers zu verdanken, die mit der Parole „Los von Rom“ ihre Mitglieder offen zum Übertritt vom katholischen zum evangelischen Glauben aufforderten.
Wenngleich die Konversionsbewegung politisch motiviert war und hauptsächlich von Organisationen aus Deutschland, wie dem Gustav-Adolf-Verein und vom Evangelischen Bund unterstützt wurde, traf der Zorn der katholischen Kirche alle Nutznießer des deutschnationalen Propagandafeldzuges. Auch Wehrenfennig konnte sich den Anfeindungen von katholischer Seite nicht ganz entziehen.

#### Interkonfessionelle Auseinandersetzungen
Ein Stein des Anstoßes, der immer wieder Anlass für Konflikte bot, waren die Begräbnisse von Protestanten auf katholischen Friedhöfen. Zwar durfte Nichtkatholiken gemäß Artikel 12 des Gesetzes vom 25. Mai 1868, wodurch die interkonfessionellen Verhältnisse der Staatsbürger in den darin angegebenen Beziehungen geregelt werden, RGBl. Nr. 46/1868, ein anständiges Begräbnis auf einem konfessionellen Friedhof nicht verweigert werden; was aber unter dem Begriff „anständig“ zu verstehen war, darüber gingen die Meinungen auseinander.
Als Eingangs des Jahres 1902 in Imst eine Protestantin auf einem eigens für Andersgläubige neu hergestellten Platz beerdigt werden sollte, schien Pfarrer Wehrenpfennig diese Örtlichkeit, die nicht ausschließlich für Andersgläubige, sondern für katholische Selbstmörder, ungetaufte Kinder und der Exkommunikation anheimgefallene Personen bestimmt war, untragbar. Er wandte sich, nachdem seine Vorstellungen bei der Bezirkshauptmannschaft und der Statthalterei erfolglos geblieben waren, an das Ministerium für Kultus und Unterricht, das seinen Rekurs jedoch mit Beschluss vom 12. September 1902, Nr. 28235, abwies und feststellte, dass die für die Bestattung der Verstorbenen bestimmte Begräbnisstätte dem Gesetz über die interkonfessionellen Verhältnisse entsprochen habe. Später beklagte sich Wehrenfennig über die Häme, die über ihn wegen dieser Entscheidung von der katholisch-konservativ gesinnten Presse ausgegossen wurde.
Schon Jahre vorher hatte Wehrenfennig bei einer juristischen Auseinandersetzung mit der katholischen Kirche das Nachsehen gehabt: Im Sommer 1898 hatte ein protestantischer Glaubensgenosse beim evangelischen Pfarramt seinen Austritt erklärt und gleichzeitig mitgeteilt, dass er in die katholische Kirche eingetreten sei. Das Besondere an diesem Vorgang war, dass dieser Vorgang nicht der politischen Behörde gemeldet worden war, was aber die Voraussetzung für seine Rechtsgültigkeit gewesen wäre (Gesetz vom 25. Mai 1868 RGBl. Nr. 13). Damit hätte Wehrenfennig die Angelegenheit eigentlich auf sich beruhen lassen können. Da die Statthalterei in der Erledigung der Beschwerde Wehrenfennigs zum Ausdruck gebracht hatte, dass eine Nachmeldung den Rechtsvorgang jederzeit in einen rechtskräftigen und gültigen verwandeln könne, ohne dass das evangelische Pfarramt mit dieser Angelegenheit befasst werden müsste, wandte sich dieser an den Verwaltungsgerichtshof. Zur Begründung des Rechtsmittels führte er aus, dass die Aufnahme des Übertretenden in die katholische Kirche als gottesdienstliche Funktion der Zustimmung des evangelischen Pfarrers bedurft hätte. Da die Statthalterei nicht gegen die Verletzung des Rechtes der evangelischen Kirche auf Befolgung der interkonfessionellen Gesetze durch andere Religionsgemeinschaften eingeschritten sei, habe sie die ihr obliegenden Aufgaben verletzt.
Der Gerichtshof schloss sich allerdings dieser Rechtsmeinung nicht an, sondern wies den Rekurs des evangelischen Pfarramts mit der Begründung ab, dass diese Auslegung nicht mit dem staatsgrundgesetzlich gewährleisteten Recht auf volle Glaubens- und Gewissensfreiheit zu vereinbaren sei.

#### Besondere pfarrliche Handlungen
Wehrenfennig hat dem Widerstandskämpfer Robert Bernardis, der wegen der Mitwirkung am Attentat auf Adolf Hitler am 8. August 1944 mit dem Tod bestraft wurde, am 18. August 1908 in der Christuskirche (Innsbruck) die Taufe gespendet.
Nach der Exhumierung des 1914 in Krakau verstorbenen Dichters Georg Trakl und der Überstellung der sterblichen Überreste nach Tirol nahm er am 7. Oktober 1925 am Mühlauer Friedhof die Einsegnung vor.

### Bau der Christuskirche
Beim Eintreffen Wehrenfennigs in Innsbruck wurden die Gottesdienste noch in der Kapelle des ehemaligen Theresianischen Normalschulgebäudes in der Innsbrucker Altstadt gehalten, welches von der evangelischen Gemeinde im Jahre 1878 von der Stadt angekauft worden war. Da die Zahl der Protestanten in der Landeshauptstadt durch Zuzug, Geburten und Übertritte ständig im Steigen begriffen war, erwies sich der Gebetsraum in der Kiebachgasse 10 bald als zu klein, weshalb vom Presbyterium schon um die Jahrhundertwende die Errichtung einer neuen Kirche angedacht wurde.
Wehrenfennig konnte mit Unterstützung des deutschfreiheitlichen Bürgermeisters Wilhelm Greil den Innsbrucker Gemeinderat 1901 dazu bewegen, der evangelischen Gemeinde gegen einen geringen Anerkennungszins ein geeignetes Grundstück im Saggen (Richard-Wagner-Straße) zu überlassen; jedoch dauerte es noch weitere vier Jahre, bis der Bau in Angriff genommen werden konnte.
Nach der Überlassung des Grundstückes rief Wehrenfennig im Juni 1901 seine Glaubensgenossen im Deutschen Reich auf, die protestantische Sache in Tirol durch Spenden finanziell zu unterstützen. Nachdem auch das Gustav-Adolf-Werk seine Unterstützung zusagte, konnte er am 4. Juni 1905 unter zahlreicher Beteiligung die feierliche Grundsteinlegung zum Bau der evangelischen Christuskirche vornehmen. Die Pläne zu diesem Kirchenbau wurden von den Architekten Klemens Kattner und Gustav Knell in Wien entworfen, welchen auch die Bauleitung übertragen wurde.
Im Oktober 1905 wurden bereits die Glocken aus dem Gebetshaus in der Kiebachgasse in das neue Gotteshaus überführt und in dem seiner Vollendung entgegengehenden Turm untergebracht. Am 20. Mai 1906 schließlich wurde die Christuskirche feierlich eingeweiht. Die Weiherede hielt der aus Wallern angereiste Schwiegervater Wehrenfennigs, Superintendent Jakob Ernst Koch.

### Lehrtätigkeit
1896 trug sich Pfarrer Wehrenfennig erstmals mit dem Gedanken, eine neue evangelische Schule zu errichten, musste aber sein Vorhaben wegen des geplanten Kirchenbaues vorerst verschieben. Nach dem Bezug der neuen Kirche gründete er die Ortsgruppe Innsbruck des Luthervereins zur Erhaltung evangelischer Schulen in Österreich und richtete einen Schulfonds ein. Das Projekt Schulhausneubau kam aber nie richtig in Gang.
Als Wehrenfennig seinen Plan im Herbst 1913 wieder aufgriff – zu dieser Zeit zählte man in Innsbruck 195 schulpflichtige Kinder, die sich zum evangelischen Glauben bekannten – wurde ihm dies von der katholischen Presse als „protestantische Pfafferei“ ausgelegt.
Der Erste Weltkrieg brachte das Projekt schließlich gänzlich zum Erliegen.
Wehrenfennig war am Staatsgymnasium und an der Staatsrealschule in Innsbruck als Religionslehrer tätig. Für sein Wirken als Lehrer wurde ihm 1920 der Titel Professor verliehen. Seine Anträge auf Übernahme in den Bundesdienst und Zuerkennung eines Versorgungsgenusses wurden jedoch vom Bundesministerium für Unterricht mit den Erlässen vom 23. November 1922 und vom 1. Oktober 1923 abgewiesen. Eine Jahre später erhobene Beschwerde wies der Verfassungsgerichtshof wegen entschiedener Sache zurück.

### Krankheit und Tod
Die aufreibende Arbeit der Betreuung einer stetig wachsenden Pfarrgemeinde mit einem übergroßen Pfarrgebiet forderte ihr Tribut: 1921 brach Arnold Wehrenfennig unter der Last der Arbeit der letzten Jahrzehnte zusammen und erholte sich nicht mehr gänzlich. 1924 trat er in den Ruhestand.
In den letzten Lebensjahren litt er an Herzschwäche. Er starb im 70. Lebensjahr und wurde in der evangelischen Abteilung des Innsbrucker Westfriedhofs begraben. Die Einsegnung der Leiche nahm sein Freund Hans Eder vor, der damals Pastor von Gosau war.  Zuletzt war Wehrenfennig in der Wilhelm Greil Straße 2 wohnhaft.

Seite des Taufbuches, in dem Wehrenfennig die Taufe seiner Kinder Werner und Ingeborg eingetragen hat

## Familiäres
Arnold Wehrenfennig war mit Maria Sophia Koch (1866–1848), einer Tochter des Superintendenten Jakob Ernst Koch III., verheiratet. Aus der Ehe gingen die Kinder Gertrud, Walter, Gerhard, Grethe (nach der Geburt verstorben), Hans, sowie Werner und Ingeborg (Zwillinge, geb. 1905) hervor. Werner verunglückte am 12. September 1920 in Bälinge bei Uppsala in Schweden tödlich. Er wurde am 3. Oktober auf dem Friedhof in Bälinge von Erzbischof Nathan Söderblom beigesetzt. Der in der Marktgemeinde Reutte von 1961 bis 1980 amtierende Pfarrer gleichen Namens war ein Enkelkind des Ehepaares.

## Varia
Die aus Anlass des 50-jährigen Bestehens der evangelischen Gemeinde Innsbruck angestellten Feierlichkeiten erlebte er bereits als Emeritus. Bei dieser Gelegenheit verfasste er eine kurze Geschichte Protestantismus in Tirol seit dem Toleranzpatent Kaiser Josefs II.
1917 wurde er mit dem Ritterkreuz des Franz-Joseph-Ordens ausgezeichnet.
Die Grabstätte der Familie Wehrenfennig (Gräberfeld 57) wurde 1988 aufgelassen.